# Arcade (John Abercrombie)
Arcade is een studioalbum van John Abercrombie. Nadat de vorige albums een teruggang in personeel (trio, duo, solo) lieten zien, was het vierde album het eerste dat verscheen met de aanduiding Quartet. Het ensemble maakte gedurende december 1978 opnamen in de Talent Studio in Oslo met Jan Erik Kongshaug achter de knoppen.    
Arcade verscheen in 2001 alleen in een Japanse persing op compact disc; ECM Japan bracht het uit een 20-delige serie ECM Guitarism. In 2015 verscheen het ook met twee albums in een kleine verzamelbox (The first quartet) met Abercrombie Quartet en M.
Abercrombie in 2015: Ik kende Mraz van Berklee College of Music waar hij slechts kort studeerde ("Ze konden hem niets nieuws bijbrengen"). Ook drummer Peter Donald kende hij uit zijn Boston-periode. Richard Beirach had hij in New York ontmoet bij opnamen voor Dave Liebman, ze bleken muzikaal bij elkaar te passen. Hij constateerde ook dat het slechts ten dele geslaagde album niet van de grond was gekomen zonder het "vijfde" kwartetlid muziekproducent Manfred Eicher. Eicher kwam regelmatig met voorstellen om de muziek anders te arrangeren. 

## Musici
- John Abercrombie – gitaar, elektrische mandoline
- Richie Beirach – piano
- George Mraz – basgitaar, contrabas
- Peter Donald – drums

## Muziek
| Nr. | Titel                  | Duur  |
| --- | ---------------------- | ----- |
| 1.  | Arcade (Abercrombie)   | 9:36  |
| 2.  | Nightlake (Beirach)    | 5:31  |
| 3.  | Paramour (Abercrombie) | 5:06  |
| 4.  | Neptune (Beirach)      | 7:30  |
| 5.  | Alchemy (Beirach)      | 11:31 |

Paramour is een bewerking van Abercrombies gelijknamige solostuk van het album Characters.